# متمم بیست و چهارم قانون اساسی ایالات متحده آمریکا

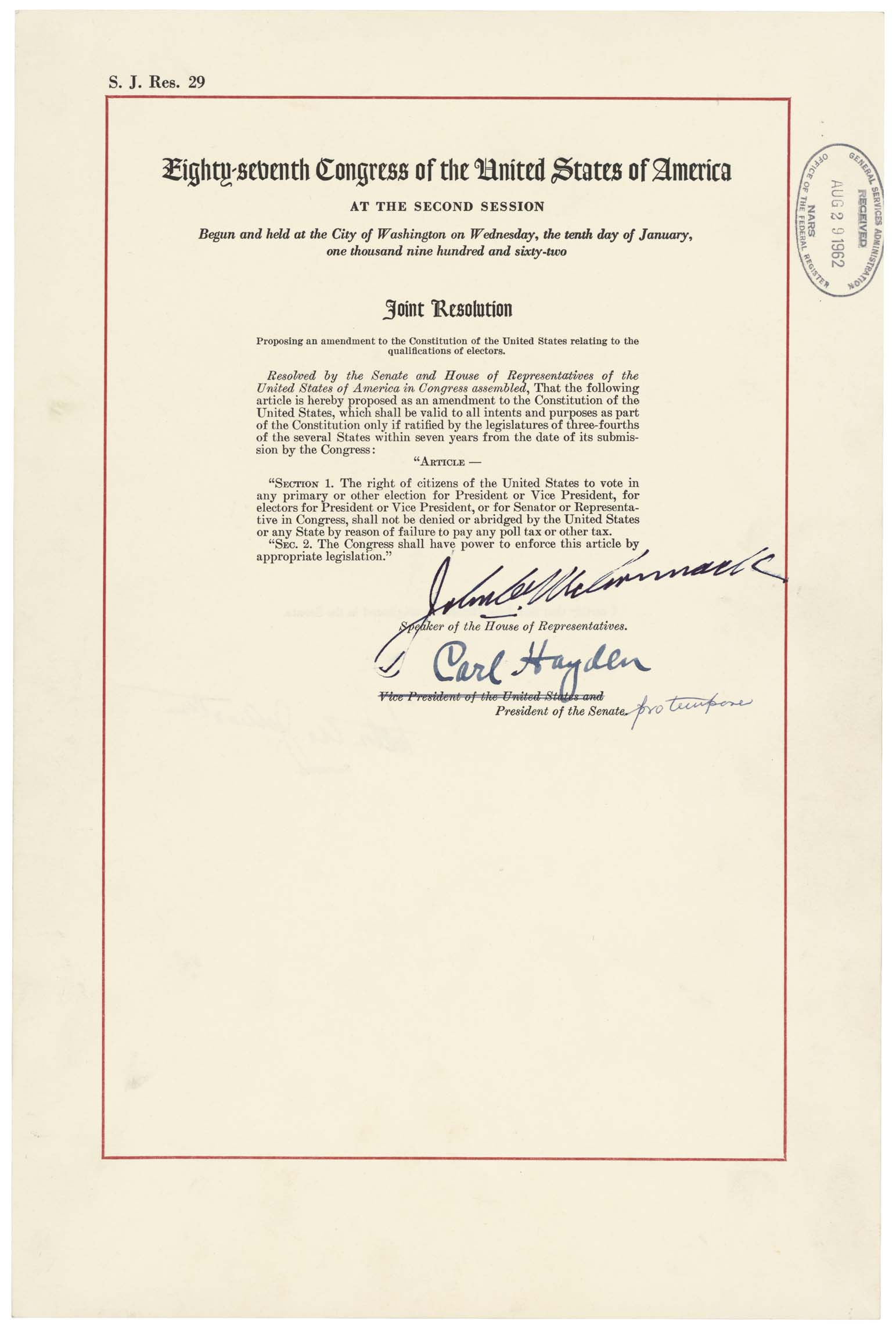

اصلاحیه بیست و چهارم قانون اساسی ایالات متحده (به انگلیسی: Twenty-fourth Amendment to the United States Constitution) مصوبه اوت ۲۷ سال ۱۹۶۲ کنگره آمریکا، از قوانین مهم آمریکا است.
این اصلاحیه در مورد حد و حدود ایالت‌ها و کنگره در وضع قوانین مربوط به انتخابات ریاست جمهوری صحبت می‌کند.